# Louis Cassirer
Louis Cassirer, eigentlich Leopold Cassirer (geboren am 1. April 1839 in Charlottenhof bei Königshütte, Kreis Beuthen; gestorben am 27. April 1904 in Charlottenburg) war ein deutscher Industrieller aus der Familie Cassirer, der als Textil- und Webstuhlproduzent sowie Holzhändler in Breslau sowie später in Görlitz und Berlin aktiv war.

## Leben
Louis Cassirer war der älteste Sohn von zehn Kindern des Marcus Cassirer (1809–1879) und dessen Frau Jeannette, geborene Steinitz (1813–1889). Er heiratete Emilie Schiffer (10. Mai 1847–31. Januar 1879) und hatte mit ihr insgesamt sechs Kinder, darunter den Neurologen Richard Cassirer, den Chemiker Hugo Cassirer, den Kunsthändler Paul Cassirer und den Kunstsammler Alfred Cassirer.
Louis war ab 1866 gemeinsam mit seinem Bruder Julius Prokurist der von seinem Vater eröffneten Marcus Cassirer & Co. Liqueurfabrik in Breslau. Er machte sich zudem bereits 1861 selbstständig und baute am zentralen Blücherplatz eine Webstuhl- und Textilmanufaktur auf. Der Vater setzte sich als Teilhaber der nun von seinen Söhnen geleiteten Liqueurfabrik zur Ruhe, er starb am 20. Oktober 1879 in Breslau und hinterließ seinen Besitz gleichmäßig seinen neun noch lebenden Kindern.
Gemeinsam mit seinem Bruder Isidor Cassirer verlegte er Anfang der 1870er Jahre seine Webstuhl- und Textilmanufaktur nach Görlitz. Zu Beginn der 1880er Jahre zogen Louis und Julius Cassirer nach Berlin, wo aufgrund der Bautätigkeit ein großer Bedarf nach Bauholz bestand, und wurden Holzhändler und -lieferanten mit der Gebr. Cassirer Bau- und Naturholzhandlung. Da sie im Fall des Zahlungsausfalls für bereits geliefertes Holz als Gläubiger häufig die bereits begonnenen Häuser zugesprochen bekamen und finanziell in der Lage waren, diese fertigzustellen, kamen sie zusätzlich in den Besitz zahlreicher Mietshäuser in Berlin, die vor allem bis 1900 stark an Wert gewannen. Nach und nach kamen auch die Brüder Eduard, Salo und Isidor sowie Max nach Berlin und ließen sich in Charlottenburg nieder, das zu dem Zeitpunkt noch selbstständig war. Louis wurde später auch Teilhaber der 1896 gegründeten Kabelwerke Dr. Cassirer & Co., die von seinen Söhnen Hugo und Alfred sowie seinem Bruder Julius gegründet wurden.

## Belege
1. 1 2 3  Sigrid Bauschinger: Die Cassirers. Unternehmer, Kunsthändler, Philosophen. C.H.Beck, München 2015; S. 445–446. ISBN 978-3-406-67714-4.
2. ↑  Sigrid Bauschinger: Die Cassirers. Unternehmer, Kunsthändler, Philosophen. C.H.Beck, München 2015; S. 13–15. ISBN 978-3-406-67714-4.
3. 1 2  Sigrid Bauschinger: Die Cassirers. Unternehmer, Kunsthändler, Philosophen. C.H.Beck, München 2015; S. 18. ISBN 978-3-406-67714-4.
4. ↑  Sigrid Bauschinger: Die Cassirers. Unternehmer, Kunsthändler, Philosophen. C.H.Beck, München 2015; S. 19. ISBN 978-3-406-67714-4.

| Personendaten    | Personendaten                                |
| ---------------- | -------------------------------------------- |
| NAME             | Cassirer, Louis                              |
| ALTERNATIVNAMEN  | Cassirer, Leopold (wirklicher Name)          |
| KURZBESCHREIBUNG | deutscher Industrieller                      |
| GEBURTSDATUM     | 1. April 1839                                |
| GEBURTSORT       | Charlottenhof bei Königshütte, Kreis Beuthen |
| STERBEDATUM      | 27. April 1904                               |
| STERBEORT        | Charlottenburg                               |